# Auff!!
Auff!! è il primo album in studio del gruppo musicale italiano Management, pubblicato il 5 febbraio 2012 dall'etichetta MArteLabel.

## Descrizione
Auff!! è stato registrato durante la seconda metà del 2011 presso il Natural Head Quarter Studio di Ferrara. Il disco è stato prodotto da Manuele "Max Stirner" Fusaroli (già produttore de Le luci della centrale elettrica, Zen Circus e Nobraino) e dagli stessi membri del gruppo. L'album vede la collaborazione di Emiliano Audisio, membro dei Linea 77, e Alessandra Zizza, già collaboratrice dei Zen Circus.
Per la denominazione del disco, il gruppo ha utilizzato un'onomatopea che riproduce il suono di uno sbuffo, volto a rappresentare uno stato di crisi, a sua volta ritenuto come il «momento di massima fertilità dell'animo umano». La sesta traccia dell'album fa riferimento ad fatto di cronaca accaduto nel settembre del 2010 quando Norman Zarcone, un dottorando in filosofia dell'Università di Palermo, si tolse la vita.
Al momento della pubblicazione, Auff!! ha ricevuto un riscontro positivo da parte della critica di settore. L'album è stato anticipato dal singolo Pornobisogno, presentato in anteprima su la Repubblica XL. Il tour in supporto al disco ha portato il Management ad esibirsi sui palchi di festival italiani e internazionali, tra cui Popkomm, Sziget Festival e MIND Festival, inclusa una controversa esibizione al Concerto del Primo Maggio di Roma.

## Tracce
Testi di Luca Romagnoli, musiche di Marco Di Nardo.
1. Pornobisogno – 3:16
2. Auff!! – 3:35
3. Marilyn Monroe – 2:46
4. Signor poliziotto – 3:19
5. Amore borghese (feat. Emiliano Audisio) – 4:48
6. Norman – 3:08
7. Irreversibile – 3:56
8. Macedonia – 4:02
9. Nei palazzi – 3:50
10. Il numero otto – 4:31

## Formazione
Di seguito sono elencati i musicisti che hanno partecipato al disco e il personale che ha collaborato alla sua realizzazione:
Gruppo
- Luca Romagnoli – voce
- Marco Di Nardo – chitarra, sintetizzatori
- Andrea Paone – basso
- Nicola Ceroli – batteria

Altri musicisti
- Emiliano Audisio – voce aggiuntiva (traccia 5)
- Manuele Fusaroli – drum programming e cori (tracce 3–4); pianoforte e chitarra (traccia 10); basso (traccia 2)
- Alessandra Zizza – voce aggiuntiva (traccia 9)

Produzione
- Management – arrangiamenti; produzione esecutiva
- Giuseppe Casa – management
- Giulia De Fabritiis – grafica
- Manuele "Max Stirner" Fusaroli – produzione; arrangiamenti; missaggio
- Tommaso Giallonardo – grafica
- Andrea Maceroni – mastering
- Andrea Marco Ricci – legale